# Cementiri d'Allori
El cementiri d'Allori (en italià, Cimitero evangelico degli Allori o agli Allori) és un dels cementiris de la ciutat de Florència; situat al sud de la ciutat, al número 184 del carrer Senese, entre els barris de Due Strade i Galluzzo. Pren el nom de la granja Allori, on està situat.

### Història
El petit cementiri es va inaugurar el 26 de febrer de 1877, una comissió de les diverses esglésies protestants de Florència va planejar un nou cementiri fora de les portes de la ciutat per als enterraments cristians no catòlics.[2]. Nascut com a cementiri evangèlic, des del 1970 acull persones difuntes pertanyents a altres confessions.
El cementiri va ser notícia l'any 2006, quan hi va ser enterrada l'escriptora i periodista Oriana Fallaci. A més d'ella, hi són enterrats alguns membres de la seva família i hi ha una pedra commemorativa per Alexandros Panagoulis, parella de l'escriptora i polític grec.

### Personalitats enterrades
Llista de personalitats enterrades al cementiri.
- Adriano Lemmi (1822-1906), banquer italià i gran mestre de l'obediència maçona Grande Oriente d'Italia.
- Anna Banti (1895-1985), escriptora i traductora italiana.
- Arnold Böcklin (1827-1901), pintor, escultor i dissenyador gràfic suís.
- Boris Georgiev (1888-1962), pintor búlgar.
- Bruno Fallaci (1893-1972), periodista italià.
- Emily Hoggins Kossuth, esposa de Ferenc Kossuth, enginyer civil i polític hongarès.
- Frederick Stibbert (1838-1906), col·leccionista d'art i emprenedor britànic.
- Gisela von Arnim (1827-1889), escriptora alemanya i filla d'Achim von Arnim.
- Hans-Joachim Staude (1904-1973), pintor alemany.
- Harold Acton (1904-1992), escriptor, historiador i col·leccionista d'art britànic.
- Herbert John Louis Hinkler (1892-1933), pioner de l'aviació i inventor australià.
- Herbert Percy Horne (186-1916), col·leccionista d'art i historiador britànic.
- John Pope-Hennessy (1913-1994), historiador de l'art britànic.
- Larkin Goldsmith Mead (1835–1910), escultor estatunidenc.
- Leonardo Savioli (1917-1982), arquitecte i pintor italià.
- Oriana Fallaci (1929-2006), periodista i activista italiana.
- Roberto Longhi (1890-1970), historiador, crític d'art i acadèmic italià.
- Salvatore Battaglia (1843-1900), polític mazzinià i republicà.
- Silpa Bhirasri (1892-1962), escultor, dissenyador, professor, crític d'art i escriptor italià, naturalitzat tailandès.
- Thayaht- Ernesto Michahelles (1893-1959), artista italià.
- Truman Seymour (1824-1891), militar i pintor estatunidenc.
- Vernon Lee (1856-1935), escriptora anglesa.
- Violet Trefusis (1894-1972), escriptora britànica.

## Galeria

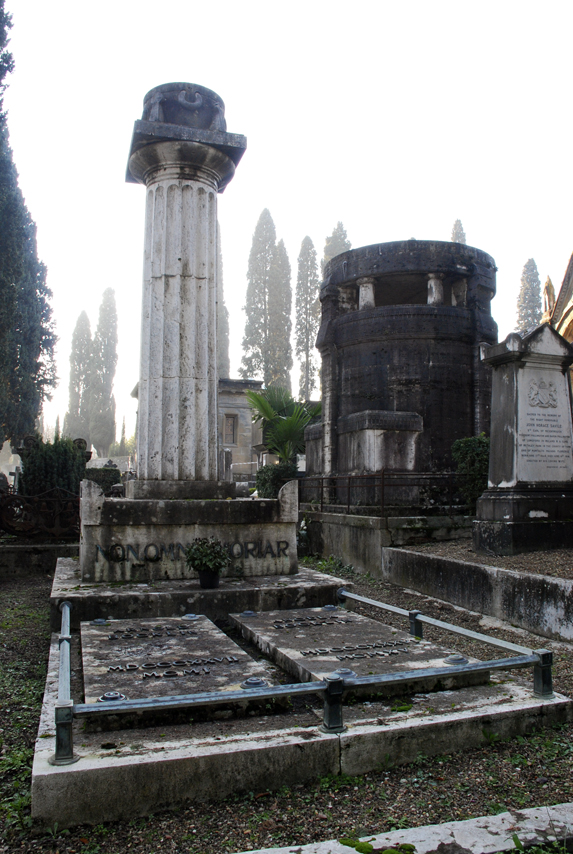
Tomba d'Arnold Böcklin
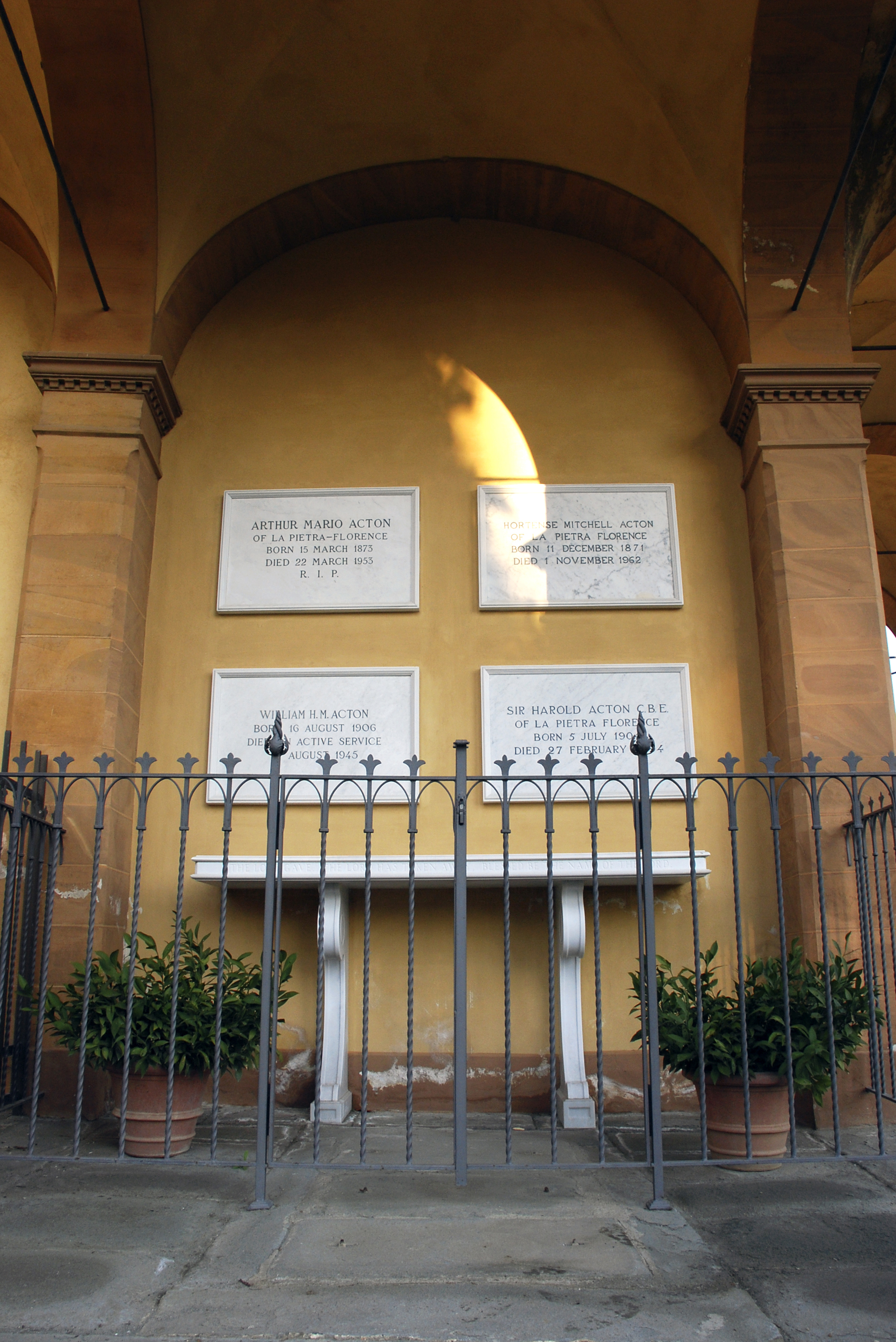
Tomba de Harold Acton
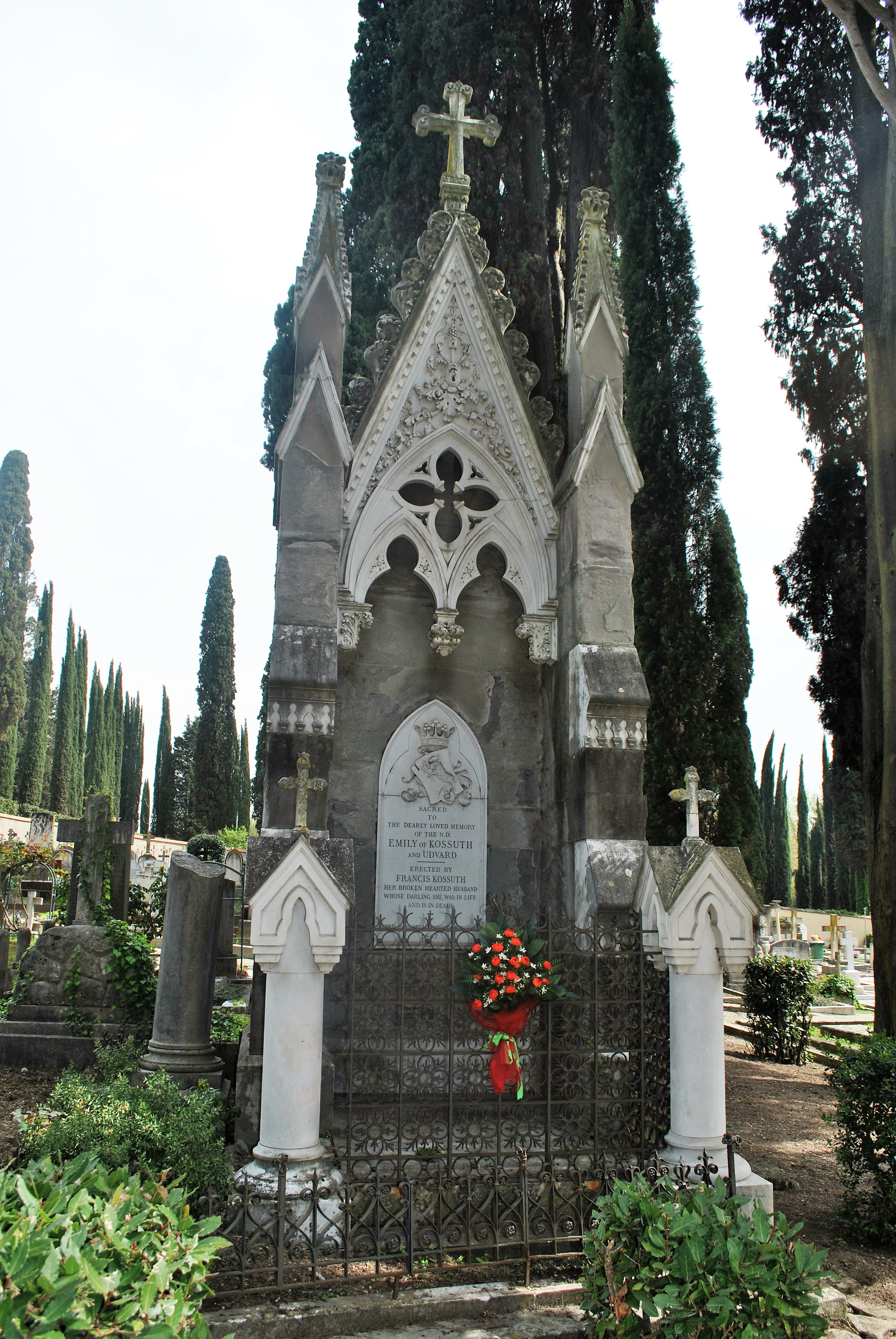
Tomba d'Emily Hoggins Kossuth
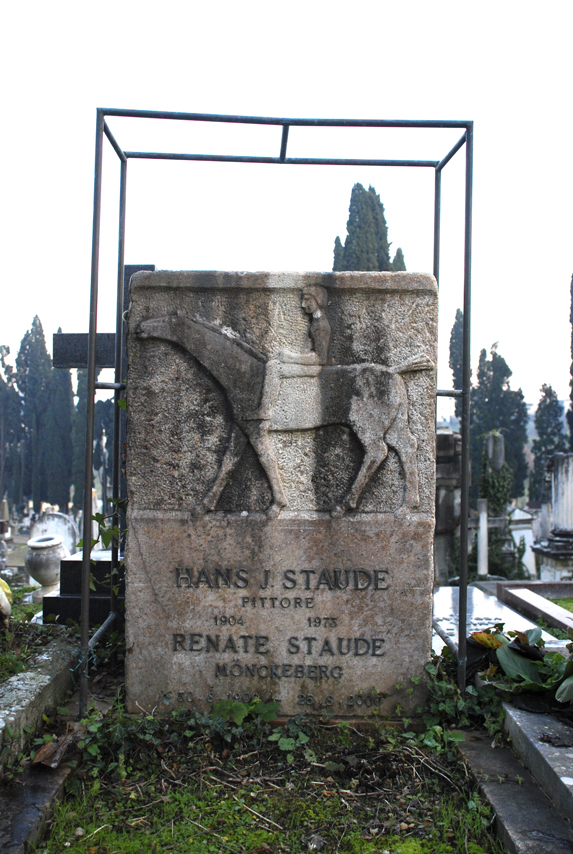
Tomba de Hans-Joachim Staude
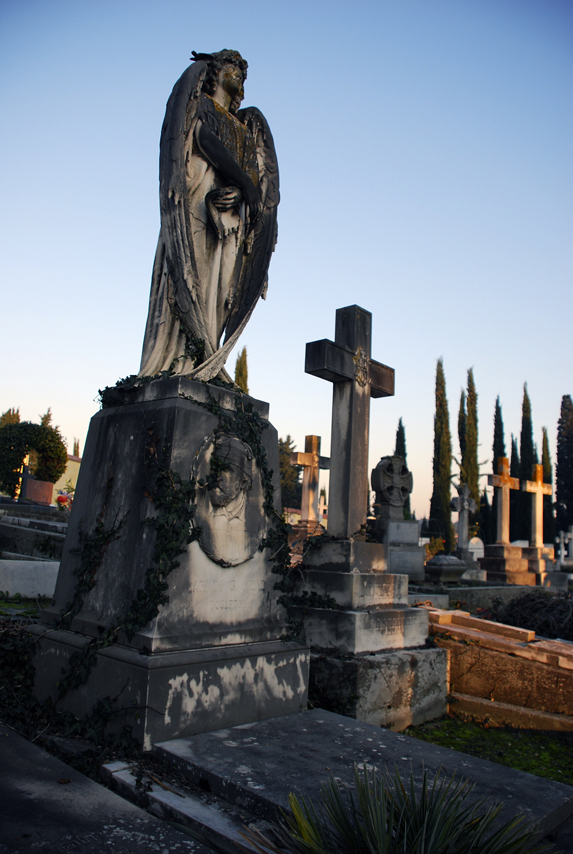
Tomba de Larkin Goldsmith Mead
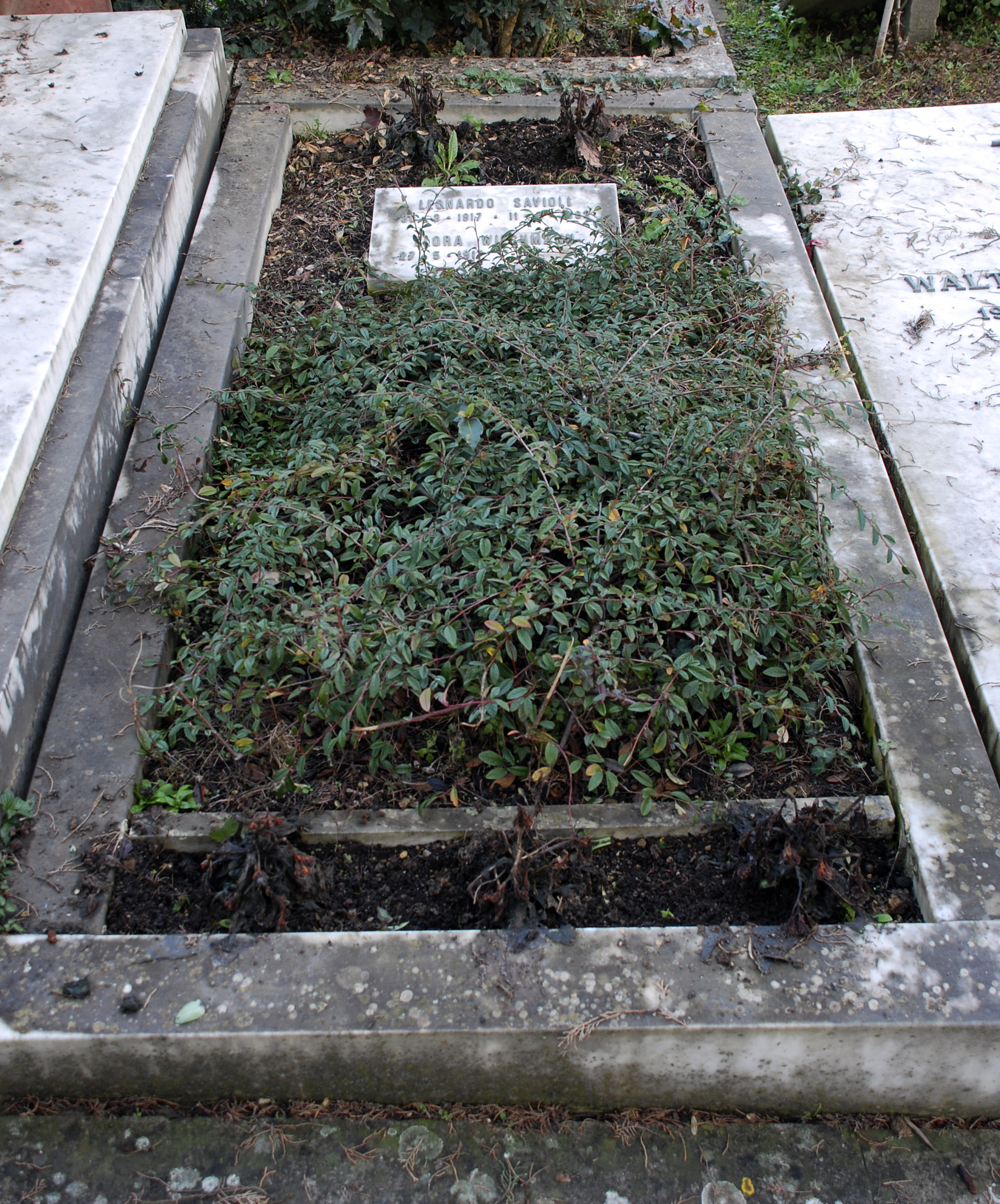
Tomba de Leonardo Savioli
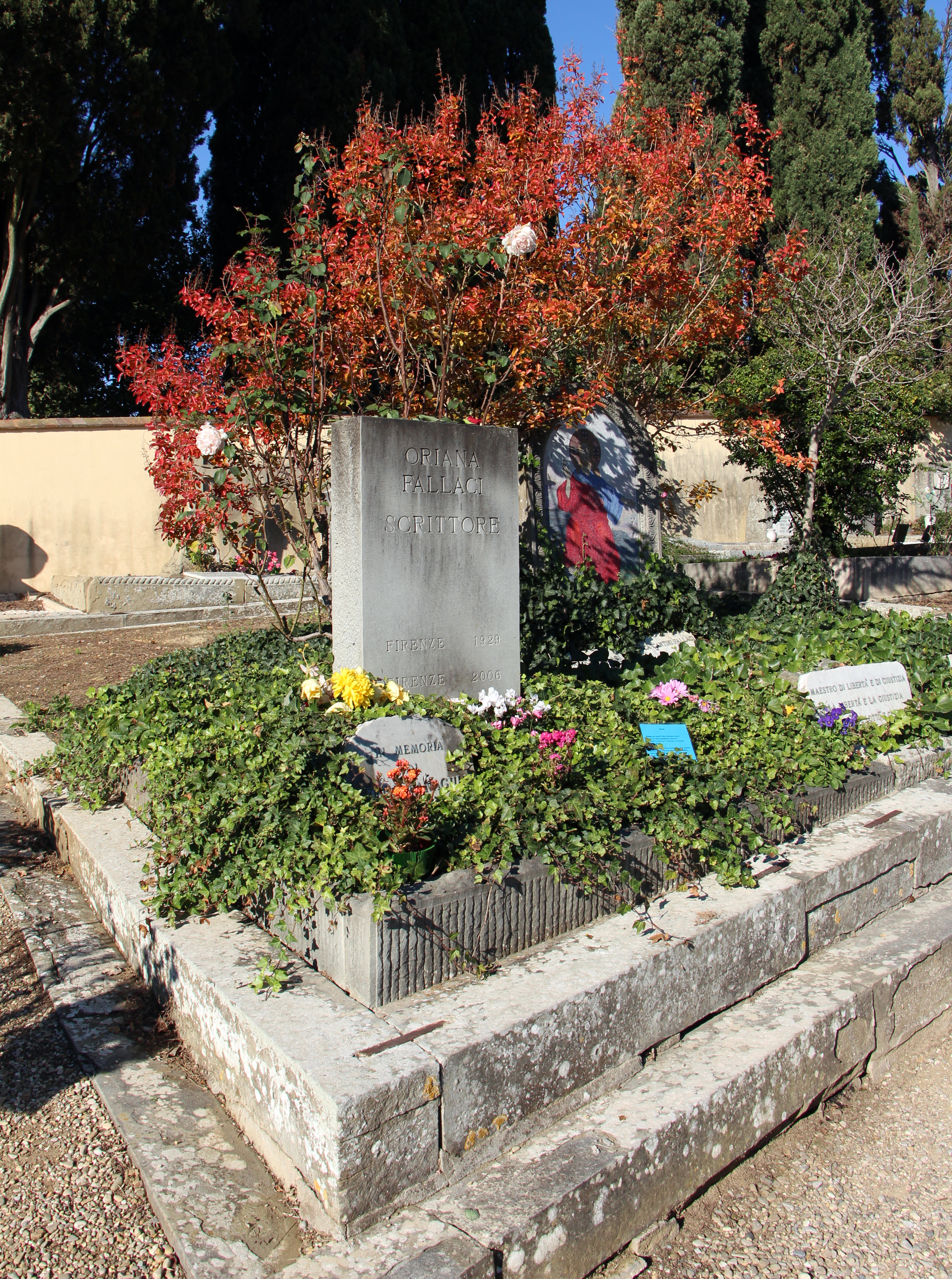
Tomba d'Oriana Fallaci